# Jeff Louis
Jeff Louis (ur. 8 sierpnia 1992 w Port-au-Prince) – haitański piłkarz występujący na pozycji pomocnika. Od lata 2015 roku jest zawodnikiem klubu SM Caen.

## Kariera klubowa
Louis do Francji trafił w 2010 roku, kiedy to został piłkarzem Le Mans FC. Po dwóch sezonach spędzonych w tym klubie przeniósł się do AS Nancy, 16 lipca 2012 roku podpisując trzyletni kontrakt. W 2014 roku przeszedł do klubu Standard Liège. W 2015 trafił do SM Caen. W 2018 był wypożyczony do US Quevilly.
| Sezon   | Klub           | Kraj    | Rozgrywki     | Mecze | Bramki | Rozgrywki Europy                    | Mecze | Bramki |
| ------- | -------------- | ------- | ------------- | ----- | ------ | ----------------------------------- | ----- | ------ |
| 2010/11 | Le Mans FC     | Francja | Ligue 2       | 6     | 1      | –                                   | –     | –      |
| 2011/12 | Le Mans FC     | Francja | Ligue 2       | 26    | 1      | –                                   | –     | –      |
| 2012/13 | AS Nancy       | Francja | Ligue 1       | 13    | 0      | –                                   | –     | –      |
| 2013/14 | AS Nancy       | Francja | Ligue 2       | 29    | 12     | –                                   | –     | –      |
| 2014/15 | AS Nancy       | Francja | Ligue 2       | 1     | 0      | –                                   | –     | –      |
| 2014/15 | Standard Liège | Belgia  | Eerste klasse | 27    | 3      | Liga Mistrzów UEFA/Liga Europy UEFA | 7     | 0      |
| 2015/16 | SM Caen        | Francja | Ligue 2       | 18    | 1      | –                                   | –     | –      |

Stan na: koniec sezonu 2015/2016

## Kariera reprezentacyjna
W reprezentacji Haiti zadebiutował 12 listopada 2011 roku. Rozegrał całe spotkanie w ramach eliminacji MŚ 2014 przeciwko reprezentacji Antigui i Barbudy.
Dotychczasowe mecze Louisa w reprezentacji
| Mecze i gole w reprezentacji | Mecze i gole w reprezentacji | Mecze i gole w reprezentacji    | Mecze i gole w reprezentacji | Mecze i gole w reprezentacji | Mecze i gole w reprezentacji | Mecze i gole w reprezentacji |
| #                            | Data                         | Stadion                         | Rywal                        | Wynik                        | Gol                          | Rozgrywki                    |
| 2011                         | 2011                         |                                 |                              |                              |                              |                              |
| ---------------------------- | ---------------------------- | ------------------------------- | ---------------------------- | ---------------------------- | ---------------------------- | ---------------------------- |
| 1.                           | 12.11.2011                   | Saint John’s, Antigua i Barbuda | Antigua i Barbuda            | 0:1                          | 0                            | El. MŚ 2014                  |
| 2.                           | 15.11.2011                   | Port-au-Prince, Haiti           | Antigua i Barbuda            | 2:1                          | 0                            | El. MŚ 2014                  |
| 2012                         |                              |                                 |                              |                              |                              |                              |
| 3.                           | 08.09.2012                   | Port-au-Prince, Haiti           | Saint-Martin                 | 7:0                          | 0                            | PK 2012                      |
| 4.                           | 10.09.2012                   | Port-au-Prince, Haiti           | Bermudy                      | 3:1                          | 0                            | PK 2012                      |
| 5.                           | 12.09.2012                   | Port-au-Prince, Haiti           | Portoryko                    | 2:1                          | 0                            | PK 2012                      |
| 2013                         |                              |                                 |                              |                              |                              |                              |
| 6.                           | 07.02.2013                   | Santa Cruz, Boliwia             | Boliwia                      | 1:2                          | 0                            | towarzyski                   |
| 7.                           | 20.03.2013                   | Maskat, Oman                    | Oman                         | 0:3                          | 0                            | towarzyski                   |
| 8.                           | 08.06.2013                   | Miami Gardens, USA              | Hiszpania                    | 1:2                          | 0                            | towarzyski                   |
| 9.                           | 11.06.2013                   | Rio de Janeiro, Brazylia        | Włochy                       | 2:2                          | 0                            | towarzyski                   |
| 10.                          | 09.07.2013                   | Harrison, USA                   | Honduras                     | 0:2                          | 0                            | Złoty Puchar CONCACAF 2013   |
| 11.                          | 13.07.2013                   | Miami Gardens, USA              | Trynidad i Tobago            | 0:2                          | 0                            | Złoty Puchar CONCACAF 2013   |
| 12.                          | 16.07.2013                   | Houston, USA                    | Salwador                     | 0:1                          | 0                            | Złoty Puchar CONCACAF 2013   |
| 13.                          | 06.09.2013                   | Inczon, Korea Południowa        | Korea Południowa             | 1:4                          | 0                            | towarzyski                   |